# الدكوة
الدكوة هي قرية تقع على بعد حوالي 3 كيلومترات جنوب غرب مجدل عنجر في لبنان. غالبية سكانها من المزارعين ورعاة الغنم.

## موقع من العصر الحجري الحديث
ثمة موقع من العصر الحجري الحديث لحضارة القرعون يقع على بعد 700 متر شمال غرب القرية، حيث وجدت كميات وفيرة من الفؤوس وأسلحة (كالرماح) وأدوات أخرى كلها مصنوعة من حجر الصوان إضافة لمواد عديدة من العصر الحجري القديم.

## المعبد الروماني
تقع خلف القريبة أطلال معبد روماني لا يزال يحتفظ بفناء وواجهة من الأعمدة مكونة من ثلاثة أعمدة. تم تحويل المعبد إلى كنيسة ويمكن الوصول إلى المصلى الكنسي من خلال فتحة في الحائط الغربي. يوجد طريق يؤدي من المعبد إلى مقبرة قديمة تحوي قبوراً وناووساً. لاحظ جورج تايلور المعبد على أنه معبد بروستيلوس. وأشار إلى أن زخرفة النافذة والأفاريز وتيجان الأعمدة هي من التصاميم الفريدة في لبنان.

## وصلات خارجية
- Photo of the temple at www.lebanon.com
- Dekweh on ikamalebanon.com
- Photo of Dekweh temple on the website of the American University of Beirut
- Photo of Dekweh temple on the website of the American University of Beirut
- Dakoueh on Localiban

قالب:مواقع غنية باللقى من العصر الحجري